# Kristianstads läns sydöstra valkrets
Kristianstads läns sydöstra valkrets var vid riksdagsvalen till andra kammaren 1911–1920 en egen valkrets med fyra mandat. Valkretsen avskaffades inför andrakammarvalet 1921, då den uppgick i Kristianstads läns valkrets.

## Riksdagsmän

### 1912–första riksmötet 1914
- Victor Ekerot, lmb
- Raoul Hamilton, lib s
- Nils Larsson, lib s (1912–1913)
  - Johannes Åkesson, lib s (1914)
- Gustaf Nilsson, s

### Andra riksmötet 1914
- Victor Ekerot, lmb
- Raoul Hamilton, lib s
- Bror Petrén, lib s
- Gustaf Nilsson, s

### 1915–1917
- Victor Ekerot, lmb (1915)
  - Swen Persson, lmb (1916–1917)
- Raoul Hamilton, lib s
- Swen Jönsson, lib s
- Gustaf Nilsson, s

### 1918–1920
- Swen Persson, lmb
- Raoul Hamilton, lib s
- Swen Jönsson, lib s
- Gustaf Nilsson, s (1918–lagtima riksmötet 1919)
  - Nils Björk, s (urtima riksmötet 1919–1920)

### 1921
- Swen Persson, lmb
- Raoul Hamilton, lib s
- Swen Jönsson, lib s
- Nils Björk, s